# أكيهيكو ماتسوي
أكيهيكو ماتسوي (باليابانية: 松井彰彦؛ بالكانا: まつい あきひこ) هو اقتصادي ياباني، ولد في 28 أغسطس 1962 في طوكيو في اليابان.